# Omega European Masters
Het Omega European Masters (voorheen Zwitsers Open) is een jaarlijkse golfwedstrijd voor golfprofessionals en amateurs. Het toernooi maakt sinds 1972 deel uit van de Europese Tour.

## De golfbanen

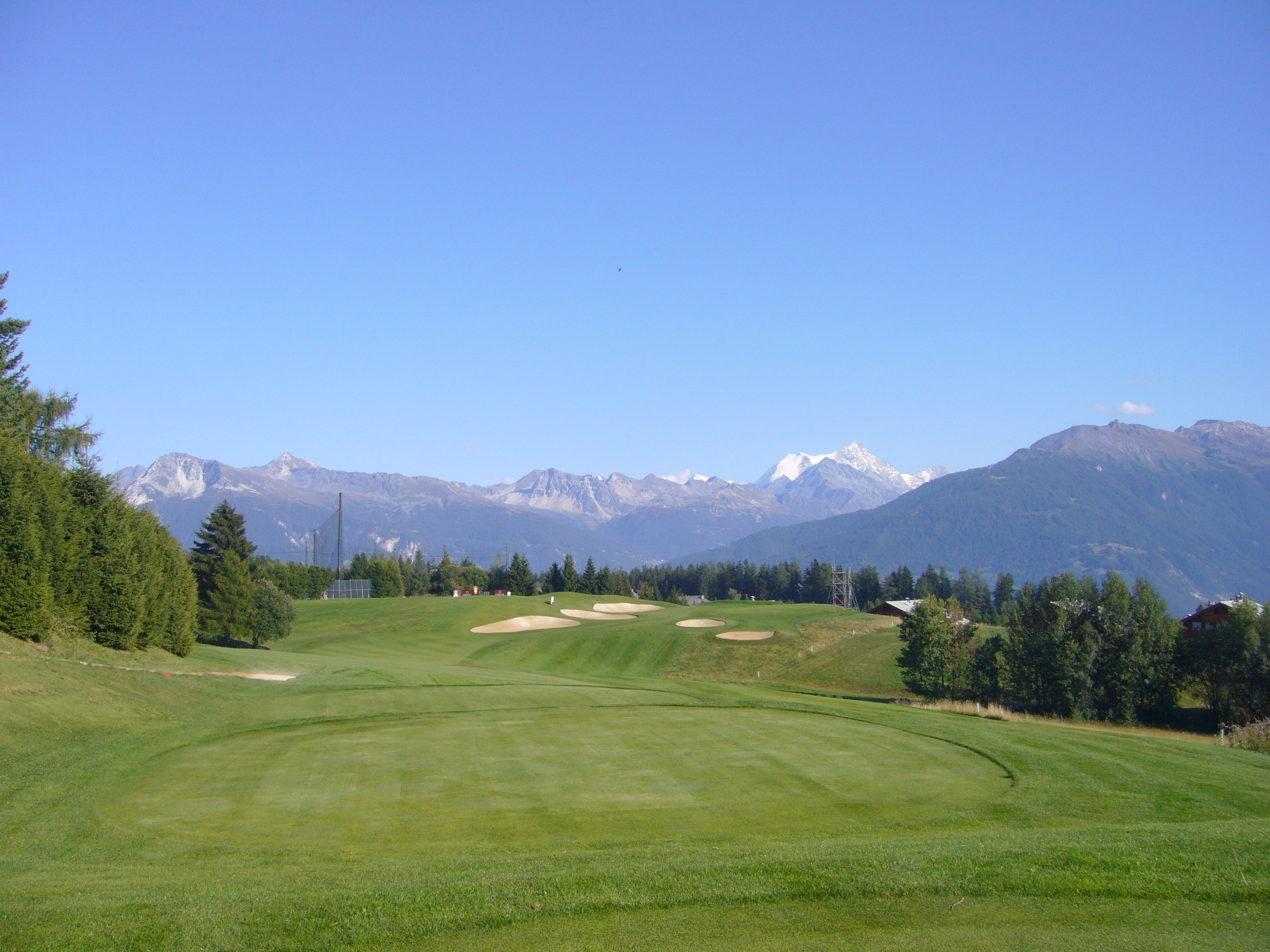
Hole 7

De oudste golfbaan van Crans heeft 18 holes die op de zuidhelling liggen en een mooi uitzicht hebben over de vallei, links naar de Matterhorn en rechts naar de Mont Blanc. Hij werd vroeger de Plan-Bramois genoemd, maar Severiano Ballesteros heeft zijn naam eraan verleend, nadat hij wat bunkers had veranderd en twee waterhindernissen had laten aanbrengen.

## Het Open

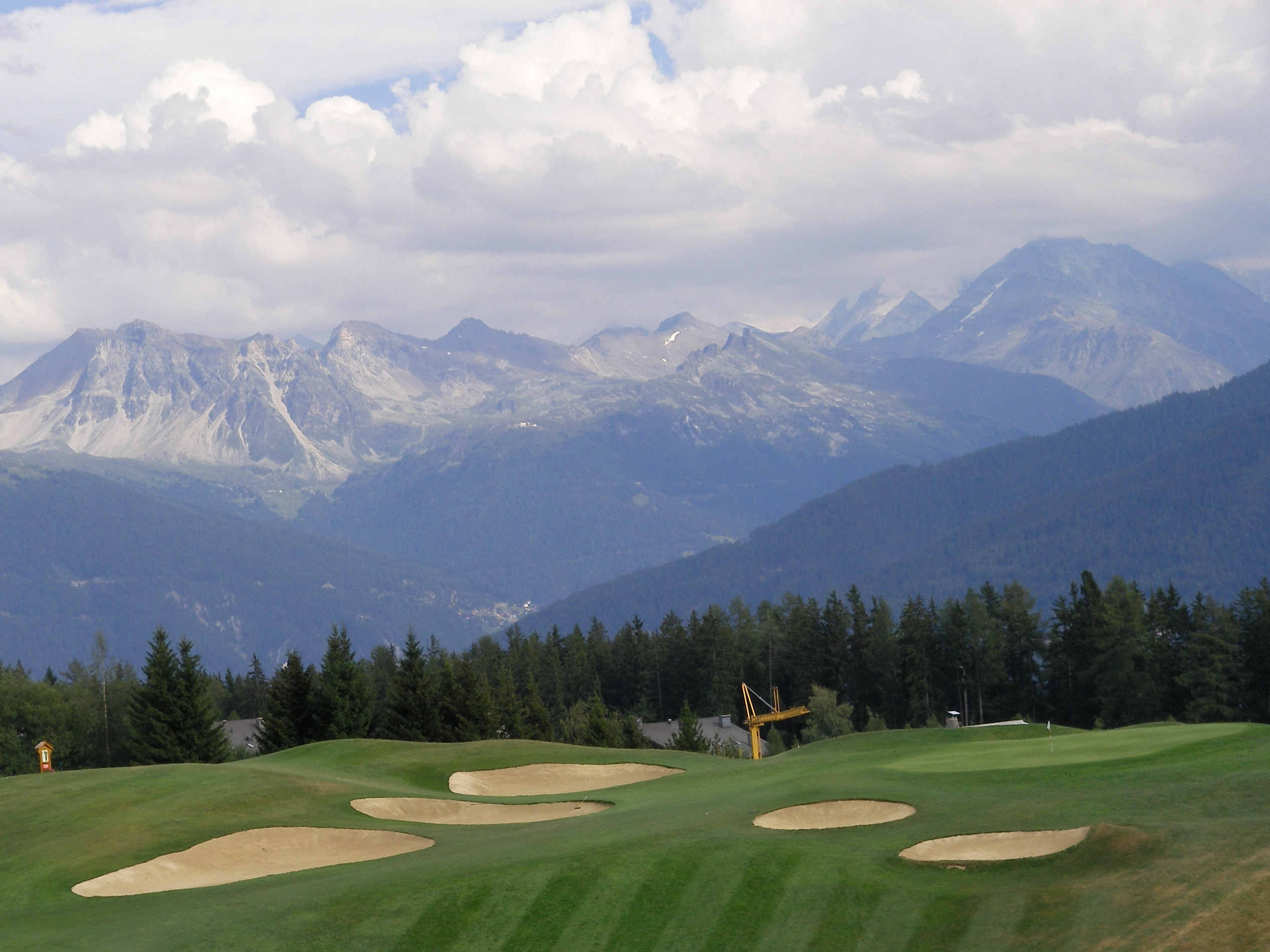

De eerste edities van dit toernooi heeft plaatsgevonden op de Engadine Golf Club, de Golf Club de Lausanne, de Lucerne Golf Club en een keer op de Zürich Golf & Country Club. Sinds 1939 wordtu het altijd gehouden in Crans-sur-Sierre, tegenwoordig Crans-Montana, in het kanton Valais. Dit komt, omdat degene die het jarenlang heeft georganiseerd, de heer Gaston Barras is. Hij was burgemeester van Crans, tevens voorzitter van de golfclub en eigenaar van een groot onroerendgoedbedrijf, en hij wilde Crans op deze manier in de schijnwerpers zetten.
Dit toernooi wordt sinds 1983 gehouden in het eerste weekend van september. Hoewel het meestal mooi weer is, is er ook weleens dichte mist of nachtvorst, want Crans ligt in de Alpen op een hoogte van 1500 meter. Het is een van de wedstrijden waar spelers altijd graag heen gaan vanwege de dorpse gezelligheid. Ze logeren in kleine hotels, eten in kleine restaurants. Een andere sfeer dan bij de meeste wedstrijden.
In de jaren dat er nog meer spelers dan caddies waren, kwam er altijd een bus met schoolkinderen uit het dal om de spelers te helpen. De baan heeft een par van 71.

## Kwalificatietoernooi
De Memorial Olivier Barras wordt in juni gespeeld en de beste professional en de beste amateur worden uitgenodigd voor het Open. De drie amateurs van het winnende Pro-Am team mogen meespelen in de Silver Pro-Am die op de maandag voor het Open gespeeld wordt.

## De winnaars
In 1977 was Severiano Ballesteros met 20 jaar de jongste winnaar van het toernooi. In 2000 was Eduardo Romero met 46 jaar de oudste winnaar van het toernooi. De winnaar krijgt een rode blazer. De huidige trofee dateert uit 1983.
| Jaar                     | Baan             | Naam                  | Score         | Score         | Informatie |
| Swiss Open               | Swiss Open       | Swiss Open            | Swiss Open    | Swiss Open    | Swiss Open |
| ------------------------ | ---------------- | --------------------- | ------------- | ------------- | --- |
| 1923                     | Engadine         | Alec Ross             | 149           |               | De Engadine GC was de oudste golfclub van Zwitserland |
| 1924                     | Engadine         | Percy Boomer          | 150           |               | |
| 1925                     | Engadine         | Alec Ross             | 148           |               | |
| 1926                     | Luzern           | Alec Ross             | 145           |               | eerste drievoudige winnaar |
| 1927                     | niet gespeeld    | niet gespeeld         | niet gespeeld | niet gespeeld | niet gespeeld |
| 1928                     | niet gespeeld    | niet gespeeld         | niet gespeeld | niet gespeeld | niet gespeeld |
| 1929                     | Luzern           | Alex Wilson           | 142           |               | |
| 1930                     | Engadine         | Auguste Boyer         | 150           |               | |
| 1931                     | Luzern           | Marcel Dallemagne     | 145           |               | |
| 1932                     | niet gespeeld    | niet gespeeld         | niet gespeeld | niet gespeeld | niet gespeeld |
| 1933                     | niet gespeeld    | niet gespeeld         | niet gespeeld | niet gespeeld | niet gespeeld |
| 1934                     | Lausanne         | Auguste Boyer         | 133           |               | |
| 1935                     | Lausanne         | Auguste Boyer         | 137           |               | tweede drievoudige winnaar |
| 1936                     | Lausanne         | M Francis (Am)        | 134           |               | |
| 1937                     | Engadine-Samedan | Marcel Dallemagne     | 138           |               | |
| 1938                     | Zürich Zumikon   | Jean Saubaber         | 139           |               | |
| 1939                     | Crans            | Fifi Cavalo           | 273           | −15           | |
| 1940-1947: niet gespeeld |                  |                       |               |               | |
| 1948                     | Crans            | Ugo Grappasonni       | 285           | −3            | |
| 1949                     | Crans            | Marcel Dallemagne     | 270           | −18           | |
| 1950                     | Crans            | Aldo Casera           | 276           | −12           | |
| 1951                     | Crans            | Eric C Brown          | 267           | −21           | |
| 1952                     | Crans            | Ugo Grappasonni       | 267           | −21           | |
| 1953                     | Crans            | Flory van Donck       | 267           | −21           | |
| 1954                     | Crans            | Bobby Locke           | 276           | −12           | |
| 1955                     | Crans            | Flory van Donck       | 277           | −11           | |
| 1956                     | Crans            | Dai Rees              | 277           | −11           | |
| 1957                     | Crans            | Alfonso Angelini      | 270           | −18           | |
| 1958                     | Crans            | Ken Bousfield         | 272           | −16           | Flory van Donck werd 2de met 273, Donald Swaelens T15 met 287, Arthur de Vulder 38ste met 303. |
| 1959                     | Crans            | Dai Rees              | 274           | −14           | Flory van Donck T11 met 285, Donald Swaelens T13 met 286, Arthur de Vulder T24 met 292, Douglas Rudduck 28ste met 295, B Grafton 38ste met 303.                                                                        |
| 1960                     | Crans            | Harold Henning        | 270           | −18           | Flory van Donck werd T5 met 277, Arthur de Vulder 22ste met 292, ze speelden dat jaar samen de World Cup. |
| 1961                     | Crans            | Kel Nagle             | 268           | −20           | Flory van Donck werd T5 met 277, Donald Swaelens 27ste met 292, Olivier Barras was beste amateur. |
| 1962                     | Crans            | Bob Charles           | 272           | −16           | play-off tussen Bob Charles, Flory van Donck en P Butler; Martin Roesink werd T38. Beste amateur was weer Olivier Barras.                                                                                              |
| 1963                     | Crans            | Dai Rees              | 278           | −10           | derde drievoudige winnaar; play-off gewonnen van Harold Henning, Flory van Donck werd T23. |
| 1964                     | Crans            | Harold Henning        | 276           | −12           | vierde drievoudige winnaar; Flory van Donck werd 4de. |
| 1965                     | Crans            | Harold Henning        | 208           | −8            | Flory van Donck werd 13de met 219, Donald Swaelens 14de met 220. |
| 1966                     | Crans            | Alfonso Angelini      | 271           | −17           | Flory van Donck werd 6de met 282, Martin Roesink 8ste met 284, Donald Swaelens 15de met 286, Tom O'Mahoney miste met een score van 156 de cut.                                                                         |
| 1967                     | Crans            | Randall Vines         | 272           | −16           | Flory van Donck werd 4de met 276, Donald Swaelens 15de met 282. |
| 1968                     | Crans            | Roberto Bernardini    | 272           | −16           | play-off gewonnen van Randall Vines, Henning en Martin Roesink, die 4de werd, Jan Dorrestein werd T18 met 285, B. Devetta uit Nederland miste de cut. Devetta woont weer in Devon en speelt seniorentoernooien (2014). |
| 1969                     | Crans            | Roberto Bernardini    | 277           | −11           | Donald Swaelens werd 4de met 282, Flory van Donck en Jan Dorrestein werden 22ste met 290, ; Piet Witte, B. Lyon en V.F. Smitt uit Nederland en E. Washer uit België misten de cut.                                     |
| 1970                     | Crans            | Graham Marsh          | 274           | −14           | record, er waren 170 deelnemers. Donald Swaelens werd 2de met 274, Flory van Donck 26ste met 290. |
| 1971                     | Crans            | Peter Townsend        | 270           | −18           | Record: rookie Baldovino Dassu maakte ronde van 60, het wordt erkend als de eerste ronde van 60 in de geschiedenis van de Europese Tour, hoewel de Tour alleen nog maar op papier bestond.                             |
| 1972                     | Crans            | Graham Marsh          | 270           | −18           | |
| 1973                     | Crans            | Hugh Baiocchi         | 286           | −2            | |
| 1974                     | Crans            | Bob Charles           | 283           | −5            | |
| 1975                     | Crans            | Dale Hayes            | 273           | −15           | |
| 1976                     | Crans            | Manuel Piñero         | 282           | −6            | |
| 1977                     | Crans            | Severiano Ballesteros | 281           | −7            | jongste winnaar, hij was 20 jaar en 99 dagen. |
| 1978                     | Crans            | Severiano Ballesteros | 280           | −8            | |
| 1979                     | Crans            | Hugh Baiocchi         | 283           | −5            | |
| 1980                     | Crans            | Nick Price            | 267           | −21           | eerste overwinning buiten de Sunshine Tour |
| 1981                     | Crans            | Manuel Piñero po      | 277           | −11           | Piñero won play-off van Tony Johnstone en Antonio Garrido |
| Ebel Swiss Open          |                  |                       |               |               | |
| 1982                     | Crans            | Ian Woosnam           | 272           | −16           | zijn eerste overwinning op de Europese Tour. |
| Ebel European Masters    |                  |                       |               |               | |
| 1983                     | Crans            | Nick Faldo            | 268           | −20           | |
| 1984                     | Crans            | Jerry Anderson        | 261           | −27           | Record: laagste score over 72 holes |
| 1985                     | Crans            | Craig Stadler         | 267           | −21           | Roger Chapman begon met een ronde van 61, maar eindigde op de 6de plaats. |
| 1986                     | Crans            | José María Olazabal   | 262           | −26           | eerste overwinning op de Europese Tour. Anders Forsbrand en Gordon J. Brand vestigden tijdens ronde 3 een nieuw baanrecord van 63.                                                                                     |
| 1987                     | Crans            | Anders Forsbrand      | 263           | −25           | |
| 1988                     | Crans            | Chris Moody           | 268           | −20           | |
| 1989                     | Crans            | Severiano Ballesteros | 274           | −14           | vijfde drievoudige winnaar. |
| 1990                     | Crans            | Ronan Rafferty        | 268           | −20           | prijzengeld CHF 1.150.000, waarvan CHF 191.590 voor de winnaar was. Ebel gaf de winnaar een horloge van CHF 15000, David Gilford kreeg een zwart Ebel horloge omdat hij met 64 de beste ronde had gespeeld.            |
| Canon European Masters   |                  |                       |               |               | |
| 1991                     | Crans            | Jeff Hawkes           | 268           | −20           | zelfde prijzengeld. De winnaar kreeg ook een Canon faxmachine; Colin Montgomerie begon met een ronde van 63 en deze laagste ronde werd beloond met een Canon video camera.                                             |
| 1992                     | Crans            | Jamie Spence          | 271           | −17           | Record: Jamie Spence maakte ook ronde van 60. Aan het begin van de laatste ronde had hij een achterstand van 10 slagen op de leider.                                                                                   |
| 1993                     | Crans            | Barry Lane            | 270           | −18           | |
| 1994                     | Crans            | Eduardo Romero        | 266           | −22           | |
| 1995                     | Crans            | Mathias Grönberg      | 270           | −18           | |
| 1996                     | Crans            | Colin Montgomerie     | 264           | −24           | |
| 1997                     | Crans            | Costantino Rocca      | 270           | −18           | |
| 1998                     | Crans            | Sven Strüver po       | 267           | −21           | Strüver won play-off van Patrik Sjöland |
| 1999                     | Crans            | Lee Westwood          | 274           | −14           | |
| 2000                     | Crans            | Eduardo Romero        | 265           | −23           | |
| Omega European Master    |                  |                       |               |               | |
| 2001                     | Crans            | Ricardo González      | 272           | −16           | |
| 2002                     | Crans            | Robert Karlsson       | 274           | −14           | |
| 2003                     | Crans            | Ernie Els             | 271           | −17           | hole-in-one door Alexandre Chopard op hole 16 |
| 2004                     | Crans            | Luke Donald           | 269           | −19           | |
| 2005                     | Crans            | Sergio García         | 274           | −14           | |
| 2006                     | Crans            | Bradley Dredge        | 271           | −17           | |
| 2007                     | Crans            | Brett Rumford         | 272           | −16           | Rumford won de play-off van Phillip Archer Tadd Fujikawa maakte een albatros op hole 9 |
| 2008                     | Crans            | Jean-François Lucquin | 275           | −13           | |
| 2009                     | Crans            | Alexander Norén       | 268           | −20           | |
| 2010                     | Crans            | Miguel Ángel Jiménez  | 268           | −20           | |
| 2011                     | Crans            | Thomas Bjørn          | 268           | −20           | |
| 2012                     | Crans            | Richie Ramsay         | 272           | −16           | |
| 2013                     | Crans            | Thomas Bjørn          | 268           | −20           | play-off gewonnen van Craig Lee, die in ronde 3 het baanrecord had verbroken. |
| 2014                     | Crans            | David Lipsky po       | 262           | −18           | baan werd veranderd, de par werd 70. |
| 2015                     | Crans            | 23-26 juli            |               |               | |

Op initiatief van Omega, en goedgekeurd door beide PGA's, telt vanaf 2009 het Omega European Masters ook mee voor de Order of Merit van de Aziatische PGA Tour. Dat zal betekenen dat ieder jaar dertig spelers van de Aziatische Tour in Crans zullen meedoen, zoals dat in 2008 ook al het geval was.

## Hole-in-ones
Er werd twaalf keer een hole-in-one gemaakt tijdens de Europeans. Door Wayne Riley zelfs twee keer.
| Jaar | Speler            | Hole | Ronde |
| ---- | ----------------- | ---- | ----- |
| 1983 | John Bland        | 8    | 4     |
| 1985 | Andrew Oldcorn    | 8    | 3     |
| 1990 | Armando Saavreda  | 8    | 1     |
| 1992 | Manuel Piñero     | 3    | 3     |
| 1995 | Wayne Riley       | 13   | 2     |
| 1999 | Wayne Riley       | 3    | 3     |
| 1999 | Domingo Hospital  | 8    | 4     |
| 2000 | John Mellor       | 11   | 4     |
| 2003 | Alexandre Chopard | 16   | 1     |
| 2003 | Patrik Sjöland    | 8    | 4     |
| 2004 | Stephen Scahill   | 8    | 4     |
| 2007 | Alessandro Tadini | 3    | 2     |

Twee spelers maakten een albatros (een 2 op een par 5):
- 2004: Matthew Cort op hole 1
- 2007: Tadd Fujikawa op hole 9